# Барбадильо, Херонимо
Херо́нимо Барбади́льо (исп. Gerónimo Barbadillo; 24 сентября 1954, Лима, Перу) — перуанский футболист, играл на позиции полузащитника.
Один из сильнейших игроков в истории мексиканского «УАНЛ Тигрес». Играл за национальную сборную Перу, в составе которой был чемпионом Южной Америки 1975 года и участником чемпионата мира 1982 года.

## Клубная карьера
Во взрослом футболе дебютировал в 1972 году выступлениями за команду клуба «Спорт Бойз», в котором провел один сезон.
В течение 1974—1975 годов защищал цвета команды клуба «Дефенсор Лима».
Своей игрой за последнюю команду привлек внимание представителей тренерского штаба мексиканского «УАНЛ Тигрес», к составу которого присоединился в 1975 году. Отыграл за монтеррейскую команду следующие семь сезонов своей игровой карьеры. Был ключевым игроком «УАНЛ Тигрес» того периода, а также считается одним из лучших футболистов клуба за всю историю.
После чемпионата мира 1982 года появился предметный интерес к Барбадильо от европейских клубов, один из которых, итальянский «Авеллино», который в то время выступал в элитной Серии A, пополнил перуанцем свою команду летом того же 1982 года. В этой команде Херонимо провёл три сезона, в течение которых «Авеллино» прежде всего боролся за сохранение места в высшем дивизионе.
В 1985 году перешел в «Удинезе», другого тогдашнего аутсайдера Серии A. Провел за команду из Удине сезон 1985/86, после которого закончил профессиональную карьеру.

## Выступления за сборную
В 1973 году дебютировал в официальных матчах в составе национальной сборной Перу.
В составе сборной был участником розыгрыша Кубка Америки 1975 года, в частности выходил на поле в двух из трех матчей, которые составляли финал соревнования, в которых перуанцы одолели сборную Колумбии, получив таким образом второй в своей истории титул континентального чемпиона.
Был участником чемпионата мира 1982 года, проходивший в Испании, приняв участие во всех трех матчах своей сборной на турнире. В своей группе Перу начали с ничьих против сборных Камеруна и Италии, однако разгромное поражение в последней игре от сборной Польши (1:5) перечеркнула их надежды на выход во второй групповой этап.
Всего в течение карьеры в национальной команде, которая длилась до 1985 года, провел в ее форме 19 матчей, забив 3 гола.

## Титулы и достижения
- Обладатель Кубка Америки (1):

Перу: 1975
- Чемпион Мексики (2):

«УАНЛ Тигрес»: 1977—1978, 1981—1982
- Обладатель Кубка Мексики (1):

«УАНЛ Тигрес»: 1976

## Ссылкаи
- Профиль игрока (англ.) на сайте Transfermarkt
- Профиль на сайте worldfootball.net (англ.)
- Профиль на сайте National Football Teams (англ.)